# Thaumasura imperialis
Thaumasura imperialis är en stekelart som först beskrevs av Walter Wilson Froggatt 1927.  Thaumasura imperialis ingår i släktet Thaumasura och familjen puppglanssteklar. Inga underarter finns listade i Catalogue of Life.